# Frauenkirche (Dresden, romanischer Vorgängerbau)
Die romanische Frauenkirche ist der erste durch bauliche Überreste nachgewiesene Vorgängerbau der Frauenkirche in Dresden.

## Vorgeschichte
Bereits 1728 stellte Christian August Freyberg, Rektor der Dresdner Annenschule, fest, „daß im Grunde gar keine Nachricht von der Fundation der Kirche anzutreffen gewesen“ sei – bis heute fehlen zur Gründung der zeitigsten Frauenkirche schriftliche oder bildliche Überlieferungen.
Im Jahr 968 war das Bistum Meißen gegründet worden, das dem Erzbistum Magdeburg unterstand. Von Meißen aus begannen die geistlichen Helfer des Meißner Bischofs, die im heute sächsischen Raum lebenden Sorben zu missionieren. Zu diesem Zweck entwickelte sich bis zum Jahr 1000 eine Kirchenorganisation mit zahlreichen Missionskirchen, die zwar als Königskirchen galten, jedoch zumeist auf Initiative der Bischöfe, aber auch der Markgrafen gegründet wurden. Als wahrscheinlich gilt, dass die Frauenkirche im damaligen Gau Nisan von einem Meißner Bischof gegründet wurde, der auch das Patronat über das Gotteshaus besaß. Die Frauenkirche lag zu dem Zeitpunkt erhöht nahe einer Flussüberquerung auf dem linken Elbufer und damit an der Altstraße, die Dohna mit Meißen verband. Eine slawische Siedlung, die später Dresden genannt wurde, kann zu dieser Zeit nur für eine rechtselbische Siedlung angenommen werden, während das linkselbische Ufer um die Frauenkirche weitgehend unbesiedelt war. In die Frauenkirche eingepfarrt waren zu Beginn rund 30 rechts- und linkselbisch gelegene sorbische Dörfer, die bis zu zehn Kilometer von der Kirche entfernt lagen. Mit der sorbischen Dorfsiedlung Poppitz, die heute südwestlich der Annenkirche läge, besaß die Frauenkirche zudem ein Dos, das ihr zur materiellen Ausstattung bei der Gründung übereignet worden war.

## Gründung und mögliche erste Frauenkirchbauten
Historiker gehen davon aus, dass die erste Frauenkirche zunächst als „Missionsstation ohne festen Sprengel“ bestand und abseits eines Burgwardmittelpunkts lag. Angrenzend waren westlich der Burgward Briesnitz mit einer eigenen Kirche und der Weißeritzburgward, der sich südlich des Burgwards Briesnitz befand.
Als Erbauungszeit der ersten Frauenkirchen als sorabische Missionsstation kommt das Ende des 10. Jahrhunderts beziehungsweise das 11. Jahrhundert in Frage. Bei der Neugestaltung der Kirchendecke um 1580 wurde eine alte Jahreszahl (vermutlich 1020) zur „Fundation“ gefunden und das Alter mit „in die 560. Jahr“ angegeben. Eine Gründung der Kirche (um) 1020 sahen daher Chronisten des 17. und 18. Jahrhunderts als möglich an. Nach einer slawischen Überlieferung wurde die sicher noch hölzerne Frauenkirche durch Přibislav (wahrscheinlich der Hofkaplan des böhmischen Herzogs Oldřich) am 8. September, dem Festtag Mariä Geburt, geweiht.
Der Archäologe Reinhard Spehr legte das Erbauungsjahr der Frauenkirche auf die Zeit „um 1060“; seine im Jahr 1987 durchgeführte Grabungen auf dem ehemaligen Frauenkirchhof legten Gräberreste vermutlich aus dem 11. oder frühen 12. Jahrhundert frei, die auf eine zugehörige ältere Kirche schließen lassen. Spätere Ausgrabungen ergaben Funde, welche auch in das ausgehende 10. Jahrhundert datiert wurden.
Da es von dieser Kirche keine baulichen Überreste gibt und der Steinbau zu dieser Zeit noch weitgehend unbekannt war, wird es sich bei der ersten Frauenkirche um einen Sakralbau aus Holz gehandelt haben.

## Der romanische Steinbau

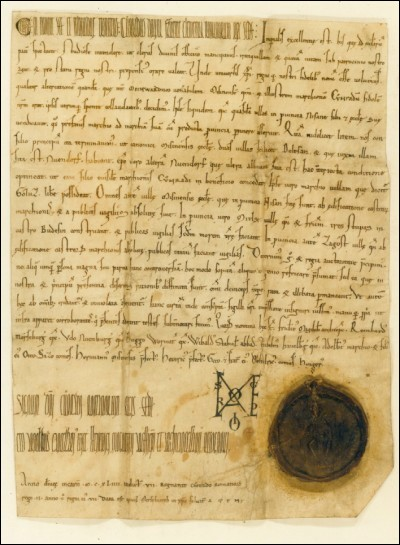
Bekanntmachung Nr. 7 von König Konrad III. mit der ersten urkundlichen Erwähnung Naundorfs

Nach dem Tod von Heinrich von Groitzsch ohne männlichen Erben im Jahre 1135 fielen die formellen Rechte in Nisan wieder an den böhmischen Herzog, damals Soběslav I., und nach dessen Tod 1140 an dessen Neffen und Nachfolger Vladislav II. Im Jahre 1142 versuchte eine Gruppe mährischer Adliger Vladislav II. zu stürzen, der in seiner Not zu König Konrad III. nach Würzburg floh. Hier soll der Rückfall der Gaue Nisan und Bautzen an den König als Dank für eine erfolgreiche militärische Unterstützung ausgehandelt worden sein. Um 1143 verlieh Konrad III. in einem Ausgleich über das Groitzscher Erbe den Gau Nisan an den wettinischen Meißner Markgrafen Konrad den Großen. Schon 1144 stritt Konrad der Große mit dem Bischof Reinward von Meißen um die Bau- und Wachdienste der Hochstiftsuntertanen in Nisan und um sein angebliches Anrecht an Naundorf westlich von Radebeul. Der König entschied, dass die Dörfer des Bischofs von den aufgezwungenen Diensten frei sind und Naundorf zwar im Besitz des Bischofs bleibe, aber dem Sohn des Markgrafen zum Lehen zu geben sei. Der Markgraf besaß aus seinem Amt heraus die Militärhoheit über Nisan sowie das Burggrafengericht ergänzende juristische Befugnisse. Die Burg Dohna, die Hochgerichtsrechte und die Wachgetreideeinnahmen behielt sich Konrad III. wie in weiten Teilen des Landes östlich der Saale zur Sicherung königlicher Positionen vor. Auf Grundlage dieser Rechte wurde wahrscheinlich schon 1144, spätestens aber 1156 der staufische Parteigänger Heinricus de Rodewa (Heinrich von Rötha) als Burggraf von Dohna eingesetzt. Der Wettiner Konrad der Große konnte somit ab etwa 1143 mit dem Landesausbau von Nisan beginnen. Um 1150 hatte er die Herrschaft über zwei Dörfer in Nisan inne.
Da die wettinischen Markgrafen die ersten nachweislichen Patrone der Frauenkirche waren, könnte ihnen auch der romanische Vorgängerbau zugeschrieben werden. Durch den Landesausbau waren die zur Parochie gehörenden Dörfer an Zahl und an Einwohnern gewachsen, so dass auch eine Vergrößerung der vermuteten Holzkirche sowie des Friedhofes notwendig wurden. Ob dies schon um die Mitte des 12. Jahrhunderts als Steinbau geschah, ist zurzeit nicht zweifelsfrei zu belegen. Im Jahr 1987 freigelegte Wandfundamente eines ersten Steinbaus waren 1,05 Meter dick und bestanden aus in Lehm verlegtem Plänerschiefer. Dies sowie kleine Scherbenfunde im Baulehm der Plänermauern, die grob auf das 12. Jahrhundert datiert werden können, lassen einen Bau der ersten steinernen Frauenkirche vor 1170 als möglich erscheinen. Diese These zur Frühdatierung vertritt vor allem der Archäologe Reinhard Spehr. Fundamentmauern ausschließlich aus Plänerschiefer wurden auch bei der Stadtgründung von Dresden benutzt und unter anderem im Bereich der Stadtmauer und der mittelalterlichen Burg gefunden. Sie werden von Reinhard Spehr in das letzte Viertel des 12. Jahrhunderts datiert. Diese Frühdatierung ist aber nicht unumstritten. Erst beim Bau der Dresdner Elbbrücke ist übrigens die Verwendung von Sandstein nachgewiesen, der in der Folgezeit zunehmend zum Bau benutzt wurde. Als Fazit kann formuliert werden, das die genaue Bauzeit der ersten romanischen Frauenkirche zurzeit nicht gesichert ist.

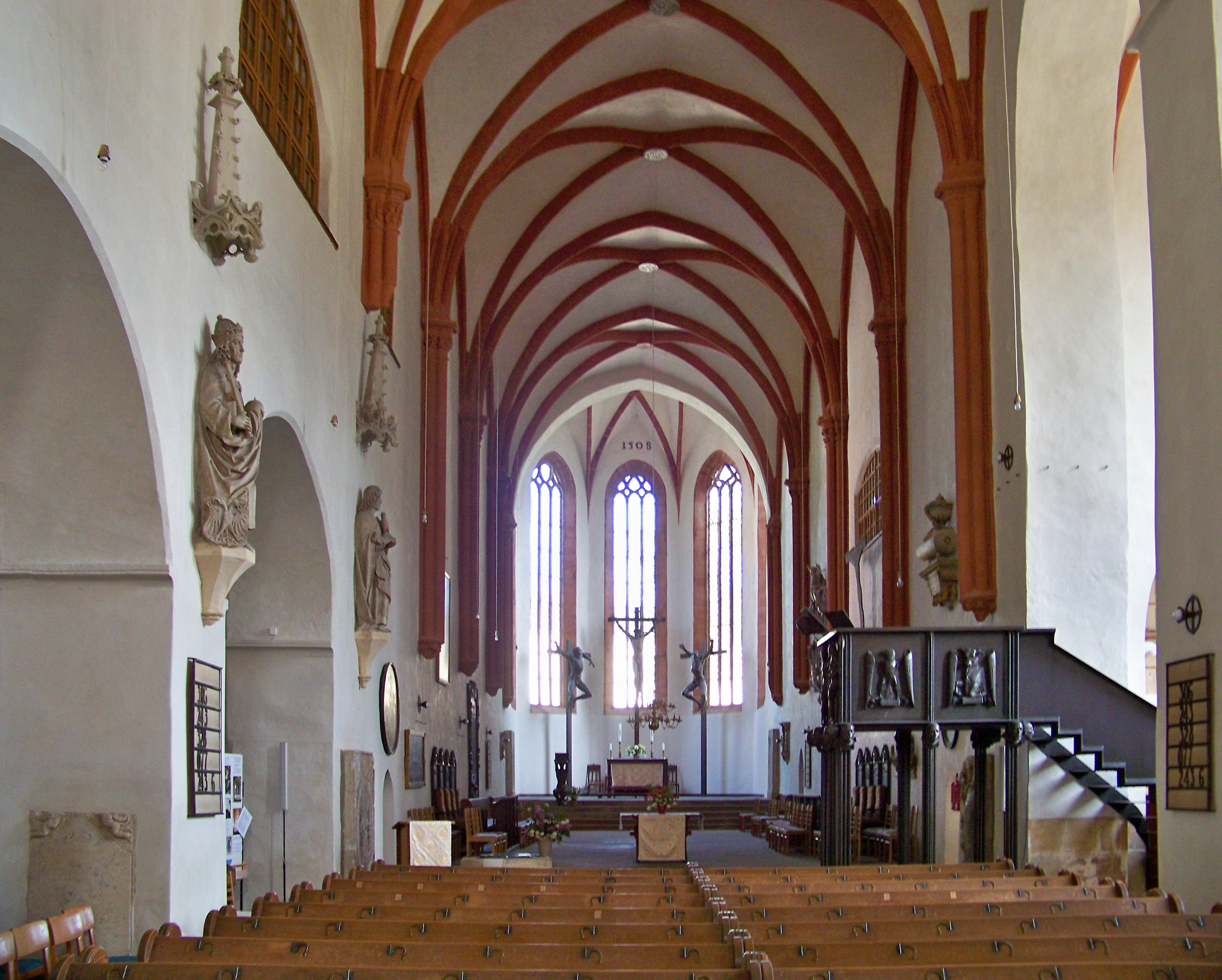
Die Stiftskirche in Wurzen – ein möglicherweise ähnliches Kirchenschiff wie das der ersten steinernen Frauenkirche

Der Steinbau hatte eine äußere Breite von 21 Metern, deretwegen Spehr im Bau eine dreischiffige Basilika vermutete. Auch Heinrich Magirius geht, architekturtypologischen Überlegungen folgend, davon aus, dass es sich bei der hochmittelalterlichen Frauenkirche um eine querschiffslose Kurzbasilika gehandelt haben könnte, die in Sachsen ähnlich unter anderem für Geithain, Rochlitz und Rötha nachgewiesen ist. Sie war dabei länger als breit, geht man davon aus, dass für den Nachfolgebau die Stelle des Triumphbogens gleich blieb und die Breite des Mittelschiffs von rund acht Metern übernommen wurde, wie dies bei Kirchenbauten des Mittelalters durchaus gängig war. Mittelpfeiler lassen sich für diesen Sakralbau nicht nachweisen, auch wenn die Seitenschiffe in Basiliken des Mittelalters in der Regel durch Arkadenbögen vom Mittelschiff abgeteilt waren. Die Ausbildung des Chors ist nicht bekannt, da der Westabschluss durch den Bau einer Kanalisation an dieser Stelle zerstört wurde.
Der über Analogien und archäologische Funde rekonstruierte Bau dürfte Ähnlichkeit mit der 1114 geweihten Stiftskirche St. Marien in Wurzen aufgewiesen haben: Bei beiden Bauten war das Langhaus breiter als lang; auch in der Stiftskirche sind die Seitenschiffe vom Mittelschiff über zwei Pfeiler mit drei Arkaden abgeteilt. Die Breite des Mittelschiffs beträgt acht Meter, sodass das Raumgefühl der Stiftskirche im Ansatz das des ersten Frauenkirchsteinbaus widerspiegeln dürfte.
Im 14. Jahrhundert wurde die romanische Frauenkirche durch den gotischen Nachfolgebau umbaut. Der gotische Bau umgab den romanischen Bau dabei wie eine Glocke.